# Jason LaBarbera
Pour les articles homonymes, voir LaBarbera.
Jason LaBarbera (né le 18 janvier 1980 à Burnaby, province de la Colombie-Britannique au Canada) est un joueur professionnel canadien de hockey sur glace évoluant au poste de gardien de but.

## Carrière
Il a débuté en ligue junior dans la Ligue de hockey de l'Ouest avec les Americans de Tri-City puis avec les Winter Hawks de Portland avec lesquels il obtient une nomination dans l'équipe d'étoiles lors de la saison 1999-2000. Lors du repêchage d'entrée dans la LNH 1998, il est choisi par les Rangers de New York au 3e tour, en 66e position et intègre tout naturellement les Checkers de Charlotte, équipe de l'ECHL affiliée au Rangers, pour la saison 2000-2001.
Il joue son premier match en LNH avec les Rangers au cours de cette même saison (son seul match de LNH cette saison-là) lors d'une défaite 6-8 contre les Penguins de Pittsburgh en remplacement de Kirk McLean pour les dix dernières minutes du match.
La saison 2003-2004 de LAH le révèle au public alors qu'il enregistre des statistiques remarquables: en 59 matchs de saison régulière il effectue 13 blanchissages (record de la LAH), une moyenne de buts encaissés de seulement 1,59 but par match et un pourcentage d'arrêts de 93,6 %. Il reçoit à l'issue de cette saison les trophées Aldege-« Baz »-Bastien, Harry-« Hap »-Holmes et Les-Cunningham en plus d'être nommé dans la première équipe d'étoiles de la LAH.
Grâce à ses performances en LAH, il joue quatre nouveaux matchs en LNH, enregistrant sa première victoire le 5 mars 2004 contre les Capitals de Washington.
En 2005, il signe un contrat avec les Kings de Los Angeles et œuvre en tant que gardien remplaçant de Mathieu Garon pour la saison 2005-2006 de la LNH. Il demeure invaincu lors de ses sept premiers matchs et enregistre son premier blanchissage en LNH le 17 avril 2006 contre les Sharks de San José lors d'une victoire 4-0.
En 2006, il retourne jouer en LAH avec le club école des Kings, les Monarchs de Manchester. Il brille à nouveau et remporte ses deuxièmes trophées Bastien et Holmes.
Le 30 décembre 2008, il est échangé par les Kings aux Canucks de Vancouver en échange d'un choix de 7e ronde. Il ne prend part qu'à neuf rencontres avec les Canucks avant de signer au cours de l'été un contrat en tant qu'agent libre avec les Coyotes de Phoenix.
Sans contrat, le 5 juillet 2013, il signe un contrat d'un an d'un million de dollars avec les Oilers d'Edmonton. Il se bat au camp d'entraînement des Oilers contre Richard Bachman pour obtenir le poste d'auxiliaire avec Devan Dubnyk. À la fin du camp d'entraînement, il devient l'auxiliaire de Devan Dubnyk et Edmonton envoie Richard Bachman à leur club-école, les Barons d'Oklahoma City.
Le 14 décembre 2013, il est échangé aux Blackhawks de Chicago en échange de futures considérations.
Le 2 juillet 2015 il signe un contrat d'une saison de 600 000 dollars avec les Flyers de Philadelphie.

## Statistiques
Pour les significations des abréviations, voir Statistiques du hockey sur glace.
| Saison     | Équipe                    | Ligue      |     | Saison régulière | Saison régulière | Saison régulière | Saison régulière | Saison régulière | Saison régulière | Saison régulière | Saison régulière | Saison régulière | Saison régulière |    | Séries éliminatoires | Séries éliminatoires | Séries éliminatoires | Séries éliminatoires | Séries éliminatoires | Séries éliminatoires | Séries éliminatoires | Séries éliminatoires | Séries éliminatoires |
| Saison     | Équipe                    | Ligue      | PJ  | V                | D                | Pr/N             | Min              | BC               | Moy              | % Arr            | Bl               | Pun              | PJ               | V  | D                    | Min                  | BC                   | Moy                  | % Arr                | Bl                   | Pun                  |                      |                      |
| 1996-1997  | Americans de Tri-City     | LHOu       | 2   | 1                | 0                | 0                | 63               | 4                | 3,81             | 85,7 %           | 0                | 0                | -                | -  | -                    | -                    | -                    | -                    | -                    | -                    | -                    |                      |                      |
| 1996-1997  | Winter Hawks de Portland  | LHOu       | 9   | 5                | 1                | 1                | 443              | 18               | 2,44             | 90,7 %           | 0                | 0                | -                | -  | -                    | -                    | -                    | -                    | -                    | -                    | -                    |                      |                      |
| 1997-1998  | Winter Hawks de Portland  | LHOu       | 23  | 18               | 4                | 0                | 1 305            | 72               | 3,31             | 89,1 %           | 1                | 9                | -                | -  | -                    | -                    | -                    | -                    | -                    | -                    | -                    |                      |                      |
| 1998-1999  | Winter Hawks de Portland  | LHOu       | 51  | 18               | 23               | 9                | 2 991            | 170              | 3,41             | 90,4 %           | 4                | 14               | 4                | 0  | 4                    | 252                  | 19                   | 4,52                 |                      | 0                    | 0                    |                      |                      |
| 1999-2000  | Winter Hawks de Portland  | LHOu       | 34  | 8                | 24               | 2                | 2 005            | 123              | 3,68             | 90,3 %           | 1                | 6                | -                | -  | -                    | -                    | -                    | -                    | -                    | -                    | -                    |                      |                      |
| 1999-2000  | Chiefs de Spokane         | LHOu       | 21  | 12               | 6                | 2                | 1 146            | 50               | 2,62             | 90,0 %           | 0                | 0                | 9                | 6  | 1                    | 435                  | 18                   | 2,48                 |                      | 1                    | 0                    |                      |                      |
| 2000-2001  | Checkers de Charlotte     | ECHL       | 35  | 18               | 10               | 7                | 2 100            | 112              | 3,20             | 91,0 %           | 1                | 2                | 2                | 1  | 1                    | 143                  | 5                    | 2,10                 |                      | 0                    | 0                    |                      |                      |
| 2000-2001  | Wolf Pack de Hartford     | LAH        | 4   | 1                | 1                | 0                | 156              | 12               | 4,61             | 87,1 %           | 0                | 0                | -                | -  | -                    | -                    | -                    | -                    | -                    | -                    | -                    |                      |                      |
| 2000-2001  | Rangers de New York       | LNH        | 1   | 0                | 0                | 0                | 10               | 0                | 0,00             | 100 %            | 0                | 0                | -                | -  | -                    | -                    | -                    | -                    | -                    | -                    | -                    |                      |                      |
| 2001-2002  | Checkers de Charlotte     | ECHL       | 13  | 9                | 3                | 1                | 744              | 29               | 2,34             | 92,4 %           | 0                | 0                | -                | -  | -                    | -                    | -                    | -                    | -                    | -                    | -                    |                      |                      |
| 2001-2002  | Wolf Pack de Hartford     | LAH        | 20  | 7                | 11               | 1                | 1 058            | 55               | 3,12             | 91,2 %           | 0                | 0                | -                | -  | -                    | -                    | -                    | -                    | -                    | -                    | -                    |                      |                      |
| 2002-2003  | Wolf Pack de Hartford     | LAH        | 46  | 18               | 17               | 6                | 2 452            | 105              | 2,57             | 91,5 %           | 2                | 6                | 2                | 0  | 2                    | 117                  | 6                    | 3,07                 | 86,7 %               | 0                    | 0                    |                      |                      |
| 2003-2004  | Wolf Pack de Hartford     | LAH        | 59  | 34               | 9                | 9                | 3 393            | 90               | 1,59             | 93,6 %           | 13               | 4                | 16               | 11 | 5                    | 1 043                | 30                   | 1,73                 | 93,5 %               | 3                    | 0                    |                      |                      |
| 2003-2004  | Rangers de New York       | LNH        | 4   | 1                | 2                | 0                | 198              | 16               | 4,85             | 82,4 %           | 0                | 2                | -                | -  | -                    | -                    | -                    | -                    | -                    | -                    | -                    |                      |                      |
| 2004-2005  | Wolf Pack de Hartford     | LAH        | 53  | 31               | 16               | 2                | 2 937            | 90               | 1,84             | 93,4 %           | 6                | 6                | 4                | 1  | 3                    | 238                  | 9                    | 2,27                 | 94,0 %               | 0                    | 2                    |                      |                      |
| 2005-2006  | Kings de Los Angeles      | LNH        | 29  | 11               | 9                | 2                | 1 433            | 69               | 2,89             | 90,0 %           | 1                | 0                | -                | -  | -                    | -                    | -                    | -                    | -                    | -                    | -                    |                      |                      |
| 2005-2006  | Monarchs de Manchester    | LAH        | 3   | 1                | 1                | 1                | 185              | 10               | 3,25             | 90,7 %           | 0                | 0                | -                | -  | -                    | -                    | -                    | -                    | -                    | -                    | -                    |                      |                      |
| 2006-2007  | Monarchs de Manchester    | LAH        | 62  | 39               | 20               | 1                | 3 619            | 133              | 2,20             | 93,3 %           | 7                | 4                | 13               | 6  | 7                    | 824                  | 38                   | 2,77                 |                      | 1                    | 2                    |                      |                      |
| 2007-2008  | Kings de Los Angeles      | LNH        | 45  | 17               | 23               | 2                | 2 420            | 121              | 3,00             | 91,0 %           | 1                | 2                | -                | -  | -                    | -                    | -                    | -                    | -                    | -                    | -                    |                      |                      |
| 2008-2009  | Kings de Los Angeles      | LNH        | 19  | 5                | 8                | 4                | 995              | 47               | 2,83             | 89,3 %           | 2                | 2                | -                | -  | -                    | -                    | -                    | -                    | -                    | -                    | -                    |                      |                      |
| 2008-2009  | Canucks de Vancouver      | LNH        | 9   | 3                | 2                | 2                | 451              | 20               | 2,66             | 91,5 %           | 0                | 0                | -                | -  | -                    | -                    | -                    | -                    | -                    | -                    | -                    |                      |                      |
| 2009-2010  | Coyotes de Phoenix        | LNH        | 17  | 8                | 5                | 1                | 928              | 33               | 2,13             | 89,3 %           | 0                | 0                | -                | -  | -                    | -                    | -                    | -                    | -                    | -                    | -                    |                      |                      |
| 2010-2011  | Coyotes de Phoenix        | LNH        | 17  | 7                | 6                | 3                | 883              | 48               | 3,26             | 89,3 %           | 2                | 2                | -                | -  | -                    | -                    | -                    | -                    | -                    | -                    | -                    |                      |                      |
| 2011-2012  | Coyotes de Phoenix        | LNH        | 19  | 3                | 9                | 3                | 1 015            | 43               | 2,54             | 89,3 %           | 0                | 2                | -                | -  | -                    | -                    | -                    | -                    | -                    | -                    | -                    |                      |                      |
| 2012-2013  | Coyotes de Phoenix        | LNH        | 15  | 4                | 6                | 2                | 726              | 32               | 2,64             | 89,3 %           | 0                | 0                | -                | -  | -                    | -                    | -                    | -                    | -                    | -                    | -                    |                      |                      |
| 2013-2014  | Oilers d'Edmonton         | LNH        | 7   | 1                | 3                | 0                | 348              | 19               | 3,28             | 87 %             | 0                | 0                | -                | -  | -                    | -                    | -                    | -                    | -                    | -                    | -                    |                      |                      |
| 2013-2014  | Barons d'Oklahoma City    | LAH        | 2   | 0                | 1                | 1                | 124              | 4                | 1,93             | 95,3%            | 0                | 0                | -                | -  | -                    | -                    | -                    | -                    | -                    | -                    | -                    |                      |                      |
| 2013-2014  | IceHogs de Rockford       | LAH        | 32  | 15               | 15               | 2                | 1 859            | 91               | 2,94             | 90,1 %           | 0                | 1                | -                | -  | -                    | -                    | -                    | -                    | -                    | -                    | -                    |                      |                      |
| 2014-2015  | Ducks d'Anaheim           | LNH        | 5   | 2                | 0                | 1                | 207              | 9                | 2,61             | 90,9 %           | 0                | 0                | -                | -  | -                    | -                    | -                    | -                    | -                    | -                    | -                    |                      |                      |
| 2014-2015  | Admirals de Norfolk       | LAH        | 34  | 9                | 16               | 7                | 1 948            | 85               | 2,62             | 91,2 %           | 3                | 2                | -                | -  | -                    | -                    | -                    | -                    | -                    | -                    | -                    |                      |                      |
| 2015-2016  | Phantoms de Lehigh Valley | LAH        | 23  | 7                | 14               | 0                | 1 313            | 66               | 3,02             | 89,9 %           | 1                | 0                | -                | -  | -                    | -                    | -                    | -                    | -                    | -                    | -                    |                      |                      |
| Totaux LAH | Totaux LAH                | Totaux LAH | 247 | 131              | 75               | 20               | 13 800           | 495              | 2,15             | 92,8 %           | 28               |                  | 35               | 18 | 17                   | 2 222                | 83                   | 5                    | --                   | --                   |                      |                      |                      |
| Totaux LNH | Totaux LNH                | Totaux LNH | 107 | 37               | 44               | 10               | 5 508            | 273              | 2,97             | 90,2 %           | 4                |                  |                  |    |                      |                      | -                    |                      |                      | -                    | -                    |                      |                      |

## Trophées et honneurs personnels
- WHL - Équipe d'étoiles (1999-00)
- LAH - Première équipe d'étoiles (2003-04)
- LAH - trophée Aldege-« Baz »-Bastien (2003-04, 2006-07)
- LAH - trophée Harry-« Hap »-Holmes (2003-04, 2006-07)
- LAH - trophée Les-Cunningham (2003-04)

## Records
- LAH - Record de blanchissages en une saison : 13 (2003-04)